# Lovendegem
Lovendegem är en tidigare kommun i Belgien.   Den ligger i provinsen Östflandern och regionen Flandern, i den nordvästra delen av landet, 60 km nordväst om huvudstaden Bryssel. Antalet invånare är 9 445.
Omgivningarna runt Lovendegem är en mosaik av jordbruksmark och naturlig växtlighet. Runt Lovendegem är det mycket tätbefolkat, med 1 361 invånare per kvadratkilometer.